# Sprawa Celliniego
Sprawa Celliniego (ang. The Affairs of Cellini) – amerykański film kostiumowy z 1934 roku w reżyserii Gregory'ego La Cavy. Rozgrywająca się w XVI-wiecznej Florencji adaptacja sztuki Edwina Justusa Mayera. Obraz zdobył cztery nominacje do Oscara.

## Obsada
- Constance Bennett jako Księżna Florencji
- Fredric March jako Benvenuto Cellini
- Frank Morgan jako Książę Florencji Alessandro
- Fay Wray jako Angela
- Vince Barnett jako Ascanio
- Jessie Ralph jako Beatrice
- Louis Calhern jako Ottaviano

## Nagrody i nominacje
| Nazwa nagrody | Wygrane            | Nominacje |
| ------------- | ------------------ | --- |
| Oscar         | 1935 bez rezultatu | 1935 Najlepszy aktor pierwszoplanowy Frank Morgan Najlepsza scenografia Richard Day Najlepsze zdjęcia Charles Rosher Najlepszy dźwięk Thomas T. Moulton United Artists Studio Sound Department |